# Hydra intaba
Hydra intaba är en nässeldjursart som beskrevs av Ewer 1948. Hydra intaba ingår i släktet Hydra och familjen Hydridae. Inga underarter finns listade i Catalogue of Life.